# Antrostomus rufus
Antrostomus rufus és una espècie d'ocell de la família dels caprimúlgids (Caprimulgidae) que habita boscos poc densos i sabanes del sud-est de Costa Rica, Panamà, oest i nord de Veneçuela, Trinitat, nord-est i sud-est de Colòmbia, sud de Veneçuela, Guaiana, centre i sud del Brasil, est de Bolívia, el Paraguai i nord de l'Argentina.
En diverses llengües rep el nom de "enganyapastors rogenc" (Anglès: Rufous Nightjar. Francès: Engoulevent roux).